# Barville-en-Gâtinais
Barville-en-Gâtinais é uma comuna francesa na região administrativa do Centro, no departamento Loiret. Estende-se por uma área de 10,47 km². Em 2010 a comuna tinha 324 habitantes (densidade: 30,9 hab./km²).